# Zacek (Karmatrón)
Zacek es un personaje ficticio que aparece en los cómics mexicanos Karmatrón y los Transformables pertenecientes al género de ciencia ficción y aventuras, y al subgénero Mecha y fantasía épica. Fue protagonista de estos cómics de 1986 a 1991 (su periodo de mayor popularidad por el boom de los anime y series animadas Meca de la época en México), de 1993 a 1996 y de 2002 a la fecha.
El personaje fue creado por Óscar González Loyo, dibujante y escritor, uno de los más reconocidos historietistas de México, ganador del premio Eisner, y aparece por primera vez en el cómic número 1 de Karmatrón y los Transformables de fecha de publicación 17 de febrero de 1986. Zacek es un personaje inclinado a la paz y a la no violencia, sin embargo, debido a las circunstancias de su Estado y su planeta es frecuentemente llevado a utilizar la violencia para defender a su especie y a los inocentes; lo dicho evidencia el tratamiento de aspectos sociopolíticos, de una forma muy incipiente, a través de este personaje.
Zacek pertenece a la ficticia especie Zuyua y es hijo del emperador Canilek. Su especie es de cualidades pacíficas pero siempre se encuentra en confrontación con los Metnalitas, una especie guerrera y belicosa. Zacek es el arquetipo de personaje ficticio joven que, por una desgracia o un accidente, obtiene poderes fantásticos. 

## Vida ficticia y poderes
Nació en la ciudad de Atlán en el planeta Zuyua. Desde niño fue inseparable de su mascota Jiva. A los 17 adquirió la habilidad de convertirse en el robot Karmatrón. Su padre murió poco después de que adquirió el poder de convertirse en Karmatrón, este fallecimiento fue debido a la traición de Aspier. Sin embargo, Zacek demostró su espíritu pacífico y no vengativo cuando Aspier fue capturado y le perdonó su felonía.
Zacek se convierte en el robot gigante Karmatrón a través del cinturón llamado Kalpé-Om y la pronunciación de La Oración del Kalpé Om, siendo así un adolescente de diecisiete años que se transforma en un ser superpoderoso (de forma similar a la transformación superpoderosa de otros personajes adolescentes o menores de edad de la cultura popular como el Príncipe Adam se transforma en He-Man o Billy se transforma en Capitán Marvel).
Su capacidad de transformarse en Karmatrón es limitada pues el poder para hacerlo es finito. Su cinturón, al brillar, le indica que su poder está a punto de agotarse, entonces tiene que transportarse astralmente a una caverna a recargarse de energía.En su forma robótica puede soportar temperaturas increíblemente altas, por un breve período de todo, como aquellas que existen al interior de un planeta.